# 가스미가세키 빌딩
가스미가세키 빌딩(일본어: 霞が関ビルディング 가스미가세키 비루딘구[*])는 도쿄도 지요다구 가스미가세키 3초메에 있는 지상 36층, 지하 3층, 높이 147미터의 마천루이며, 소유주는 미쓰이후도산이다.

## 개요
일반적으로 일본 최초의 마천루로 알려져 있다.
도쿄 구락부가 경영하던 구 도쿄 구락부 빌딩 부지와 가스미카이간(霞会館, 구 화족회관)의 부지에서 1965년 3월 18일에 기공하여, 1968년 3월 18일에 개장했다.
도쿄에서는 간토 대지진의 교훈에서 비롯된 31미터의 높이제한이 있었으므로, 당초에는 9층으로 계획되었으나 1962년에 건축기준법이 개정되면서 고도 제한이 폐지되었으므로 지금과 같은 초고층으로 설계되었다. 일본에서 거의 처음으로 시도된 초고층 빌딩인 탓에 우여곡절도 많았으며, 이러한 이야기는 NHK의 ‘프로젝트X~도전자들~’(プロジェクトX〜挑戦者たち〜)에서도 소개되었다. 준공 당시 36층에 전망대가 있어 사람이 몰려들었으나, 이 후 사무실로 개축되었다.
빌딩의 총 용적이 약 50만 입방미터(총 중량 약 10만 톤)로, 도쿄 돔이 준공하기 전에는 큰 체적을 표현할 때 ‘가스미가세키 빌딩 몇 개’라는 표현도 자주 사용되었다.
준공 이후 40년이 경과했으나, 지속적으로 IT화 등 설비 리뉴얼과 입주자의 교체 등을 통해 빌딩의 자산가치를 유지하려는 노력을 시도하고 있다. 근처에 신가스미가세키 빌딩이 있는 것 뿐만 아니라, 가스미가세키 3초메에 가스미가세키 커먼게이트 등으로 대표되는 재개발이 이루어지고 있으므로 지역 전체의 부가가치는 높아지고 있다.

## 같이 보기
- 가스미가세키 지구의 초고층 빌딩
  - 중앙합동청사 제5호관
  - 다이도 생명 가스미가세키 빌딩
  - 중앙합동청사 제2호관
  - 가스미가세키 커먼게이트